# Norduppland
Norduppland är en informell region i norra Uppland,  ungefär omfattande kommunerna Tierp, Älvkarleby och Östhammar samt delar av Heby och Uppsala kommuner. Norduppland präglas av att området ligger mellan de två större städerna Gävle och Uppsala. Norduppland brukar anses börja några mil norr om Uppsala. Bälinge, Storvreta, Vattholma och Björklinge ligger på gränsen, medan till exempel Läby, Skyttorp och Vendel räknas som Norduppland. 
De mer kustnära delarna av Norduppland utgör även de nordliga delarna av Roslagen. Östhammars kommun har till exempel devisen "Östhammar en del av Roslagen"  och man kallar sig där gärna "rospigg" i stället för det mer obestämda "nordupplänning".